# Boca de Huérgano (kommunhuvudort)
Boca de Huérgano är en kommunhuvudort i Spanien.   Den ligger i provinsen Provincia de León och regionen Kastilien och Leon, i den norra delen av landet, 300 km norr om huvudstaden Madrid. Boca de Huérgano ligger 1 112 meter över havet och antalet invånare är 564.
Terrängen runt Boca de Huérgano är huvudsakligen kuperad. Boca de Huérgano ligger nere i en dal.  Trakten runt Boca de Huérgano är nära nog obefolkad, med mindre än två invånare per kvadratkilometer. Närmaste större samhälle är Velilla del Río Carrión, 17,5 km söder om Boca de Huérgano. I omgivningarna runt Boca de Huérgano växer i huvudsak blandskog.